# 大青海戦
大青海戦（だいせいかいせん、デチョン-、朝鮮語: 대청해전）とは、2009年11月10日に、黄海で発生した大韓民国（韓国）海軍の艦艇と、朝鮮民主主義人民共和国（北朝鮮）海軍の警備艇の銃撃戦である。同年11月17日、韓国国防部によって「大青海戦」と命名された。

## 概要
2009年11月10日10時33分、韓国海軍第2艦隊司令部は北朝鮮の警備艇「登山串383号」1隻が北方限界線に向かっているのをレーダーで確認した。北朝鮮警備艇が北方限界線に近づいたところで、警告放送を行うと同時に、高速哨戒艇4隻を当該海域に向かわせた。
北朝鮮警備艇は韓国側の警告放送を無視して北方限界線を越境。その後の複数回警告も無視して、さらに韓国領海を侵犯したため、韓国海軍の高速哨戒艇チャムスリ級325号は北朝鮮警備艇の1キロ先に向かって40ミリ機関砲で警告射撃を行った。
警告射撃の直後、北朝鮮警備艇はチャムスリ級325号に対して船体への直接射撃を開始。攻撃を受けた韓国海軍の高速哨戒艇2隻は応戦した。韓国側の攻撃は北朝鮮警備艇に命中し、甲板と船体が大きく破損し、多数の死傷者が発生した。
北朝鮮警備艇は攻撃を受けた後、直ちに北方に逃走した。韓国海軍は北朝鮮海岸の砲による反撃を懸念して、大青島の方に引き返した。交戦時間は2分程度であった。
韓国側に人的被害は出ていない。北朝鮮側については、聯合ニュースが「1人死亡、3人負傷」と報じている。
脱北者団体である自由北朝鮮運動連合のパク・サンハク代表は、北朝鮮国内の内通者の話として、この海戦で朝鮮人民軍海軍は10人近くの戦死者を出し、西海艦隊司令官が更迭されたと述べている。2010年2月に金正日総書記直接の指示により「大青海戦報復決議大会」が開かれ韓国に対する復讐を誓ったという。そして3月中旬からは全将兵の休暇・外出を禁止する非常待機令を発令した。また、海戦に北朝鮮は大きな衝撃を受けていることも伝えられた。

## 原因
銃撃戦の原因について、韓国の鄭雲燦首相は、「偶発的な衝突」と述べた。
しかし、従来から北朝鮮はこの海域を、緊張を高めるための手段として利用してきており、11月19日に訪韓するバラク・オバマ大統領に対して、停戦協定体制の問題点を浮上させようとする北朝鮮の戦略との説が浮上している。
なお、北朝鮮側は、銃撃戦の原因について「朝鮮半島の緊張激化を狙う南朝鮮（韓国）軍部の計画的な挑発行為」と断定し、また北朝鮮警備艇が北側の領海内で活動していたと主張しており、韓国側の謝罪を要求している。このように、南北の主張が食い違っている。

## その後
11月10日、国連の潘基文事務総長は「当事者双方に最大限の自制を呼び掛けている」と述べた。
11月11日、今回の銃撃戦に、朝鮮人民軍の強硬派とされる金格植（キムギョクシク）大将が直接関与した可能性があるとの報道が流れた。金格植は元総参謀長で、現在は今回事件が発生した海域を統括する第4軍団長を務めている人物であり、2009年2月24日に北方限界線付近で砲撃訓練を行い、緊張を生んだ事がある。
11月12日に警戒のため、平沢に司令部を置く第2艦隊から「DDH-979 姜邯賛」と「DDH-981 崔瑩」が前進配置される。
11月13日、北朝鮮は、南北将官級軍事会談の席上で、「無慈悲な防衛的措置」を取ると通告した。同日、アメリカ合衆国国務省は、北朝鮮のこの発言に対し、「好戦的な物言いはやめるべきだ」と自制を促した。
11月15日には、対艦ミサイルシルクワームを配置する北朝鮮の海岸砲部隊が、一時射撃統制レーダーを稼働させた兆候を捕捉、韓国軍は厳戒態勢に入った。その後、北朝鮮に特異な動向は無いという。
北朝鮮は当初、国内の党員・労働者教養資料では被害はなかったと説明していたとされるが、翌年の2010年10月16日、朝鮮労働党機関紙である労働新聞は大青海戦で死亡した兵士キム・ジュヒョクに英雄称号を授与、彼が通っていた平壌のチュクジョン中学校を「キム・ジュヒョク中学校」と改称したと報道した。これまで第1延坪海戦、第2延坪海戦での死傷者をはじめとする被害内容を公開しておらず、北側の戦死者が発生した事実を官営メディアを通して公開するのは今回初めての事である。